# Karl Mediz
Karl Mediz (født 4. juni 1868 i Wien, død 11. januar 1945 i Dresden) var en østrigsk maler og tegner. 
Mediz studerede ved Akademie der bildenden Künste Wien under Fritz L'Allemand (en), men frigjorde sig fra akademipræget og deltog i Secessionudstillingerne i Dresden, hvor han slog sig ned fra 1894. Sammen med sin hustru Emilie Mediz-Pelikan virkede han en tid i Dachau under Fritz von Uhde. 
Mediz har malet landskaber (Cypreslandskab i Dresdens galleri), tegnet en række portrætter af kendte personligheder i Dresden (samlingen udgivet i heliogravure 1896 i Dresden) og skabt særprægede originallitografier: blandt andet portrætter af billedhuggeren Robert Diez (en) og af sin egen hustru. 
I sin malerkunst er han ofte minutiøst udpenslende; hans fire legemsstore figurer iført tyrolerdragt (en) blev købt af den østrigske stat. Mediz udstillede 1903 hos Hagenbund, hvor han var medlem til 1912.
Hans hustru Emilia Mediz-Pelikan – født Pelikan 2. december 1861 i Vöcklabruck i Øvreøstrig, død 19. marts 1908 i Dresden –  malede på samme detaljerende måde: portrætter, landskaber med terrasser ud mod havet; et større dekorativt billede for den lahmannske Heilanstalt i Dresden, 1899.
Hendes død i 1908 påvirkede ham så meget at hans kunstneriske virke nærmest gik i stå.
| - Værker af Karl Mediz - Trælandskab med gæs, 1890 Baumlandschaft mit Gänsen - Den lilla statskjole, 1891 Das lila Staatskleid, Frau von Birkenreuth - Skovfeen, 1894 Die Waldfee - Birkeskov, 1894 Der Birkenwald - Borgruin på klippe, 1896 Burgruine auf Felsen - Gribben i klippen, 1897 Der Geier im Felsengestein - Klippelandskab ved St. Canzian, 1897 Felsenlandschaft bei St. Canzian - Gottscheerkvindernes (de) søndagsudflugt, 1897 Sonntagsgang der Gottscheerinnen - Stien, 1897 |

| - Stenbærerne fra Ragusa, 1898 Die Steinträger von Ragusa - Brænding ved Lacroma, ca. 1902 Brandung bei Lacroma - Ensomhed, 1902-03 Einsamkeit - Landskab med klipper, 1905 Landschaft mit Felsen - Fabelvæsen, ca. 1910 Fabelwesen |